# Serge (métropolite)
Pour les articles homonymes, voir Serge.
 (juillet 2024).
Métropolite Serge (né Nikolaï Iakovlevitch Liapidevski, en russe : Николай Яковлевич Ляпидевский), né le 9 mai 1820 (21 mai dans le calendrier grégorien) et mort le 11 février 1898 (23 février dans le calendrier grégorien), fut métropolite de Moscou de 1893 à 1898.